# Louis Grodecki
Louis Grodecki (* 18. Juli 1910 in Warschau; † 28. März 1982 in Paris) war ein französischer Kunsthistoriker polnischer Abstammung, der bis heute als bedeutender Kenner der romanischen Glasmalerei gilt.

## Leben
Nach dem Abitur ging im Jahr 1928 nach Berlin, um bei Erwin Piscator Regie zu studieren. Noch im gleichen Jahr ging er nach Paris, wo er 1929 vom Theaterfach zur Kunstgeschichte wechselte. Er studierte ab 1929 bei Henri Focillon und schloss 1933 seine Studien mit einem Diplom ab. 1935 nahm er die französische Staatsbürgerschaft an.
Im Jahr 1949 lernte Louis Grodecki Erwin Panofsky am Institute for Advanced Study in Princeton kennen. Louis Grodecki spezialisierte sich immer mehr auf die Glasmalerei und wurde zu einem der bedeutendsten Kenner der romanischen Bleiglasfenster.
1977 wurde er zum korrespondierenden Mitglied der British Academy gewählt.

## Schriften (Auswahl)
- Vitraux des églises de France. Éditions du Chêne, Paris 1947.
- The Stained Glass of French Churches. L. Drummond, London 1948.
- L’Architecture ottoniene: au seuil de l’art roman. A. Colin, Paris 1958.
- Sainte-Chapelle. Caisse nationale des monuments historiques, Paris 1960, auch als deutsche Ausgabe, DNB 953502287.
- Chartres. Harcourt, Brace & World, New York 1963.
- La Restauration du château de Pierrefonds 1857–1879, Paris 1965.
- mit Florentine Mütherich, Jean Taralon, Francis Wormald: Le siècle de l’an mil (= L’univers des formes). Gallimard, Paris. 
  - deutsche Ausgabe: Die Zeit der Ottonen und Salier (= Universum der Kunst). Verlag C. H. Beck, München 1973, ISBN 3-406-03020-3.
- Les Vitraux de Saint-Denis. Étude sur le vitrail au XIIe siècle ... (= Corpus Vitrearum Medii Aevi). Arts et métiers graphiques. Paris 1976, ISBN 978-2-222-01941-1.
- Architettura gotica. Electa, Mailand. 
  - deutsche Ausgabe: Architektur der Gotik. Belser, Stuttgart 1976, ISBN 3-7630-1706-2.
  - englische Ausgabe: Gothic Architecture. Electa/Rizzoli, New York 1978.
- Le vitrail gothique au XIIIe siècle. Office du livre, Fribourg 1984.
  - englische Ausgabe: Gothic stained glass 1200–1300. Thames and Hudson, London 1985.
- Recensement des vitraux anciens de la France. Editions du Centre national de la recherche scientifique (1978: Les Vitraux du Centre et des Pays de la Loire. 1981: Les vitraux de Paris, de la région parisienne, de la Picardie et du Nord-Pas-de-Calais).
- Le vitrail roman. Office du livre, Fribourg 1977.
  - deutsche Ausgabe: Romanische Glasmalerei. Kohlhammer Verlag, Stuttgart 1977, ISBN 3-17-004433-8.
- Gotik (= Weltgeschichte der Architektur [Storia universale dell’architettura]). Deutsche Verlags-Anstalt, Stuttgart 1986, ISBN 3-421-02857-5.
- Études sur les vitraux de Suger à Saint-Denis (XIIe siècle) (= Corpus Vitrearum Medii Aevi. Études 3). Paris 1995.